# Ad de Jager
Ad de Jager (18 de setembro de 1938 - 18 de maio de 2021) foi um político holandês. Como membro do Partido Popular para a Liberdade e Democracia foi membro do Senado de 1995 a 1999 e de 2000 a 2003. No Senado, esteve envolvido na educação e habitação pública e nos assuntos das Antilhas e Aruba.
De Jager começou a sua carreira profissional como professor de desenvolvimento profissional e depois disso foi, entre outras coisas, inspector educacional, inspector-geral da educação, conselheiro educacional nas Antilhas Holandesas e director interino do Rijksopleidingsinstituut.
De Jager faleceu em Waddinxveen no dia 18 de maio de 2021, aos 82 anos.